# St John’s Chapel (Durham)
St John’s Chapel – wieś w Anglii, w hrabstwie Durham. Leży 40 km na zachód od miasta Durham i 384 km na północ od Londynu.